# Xenophrys
Xenophrys là một chi động vật lưỡng cư trong họ Megophryidae, thuộc bộ Anura. Chi này có 36 loài và 8% bị đe dọa hoặc tuyệt chủng.

## Hình ảnh

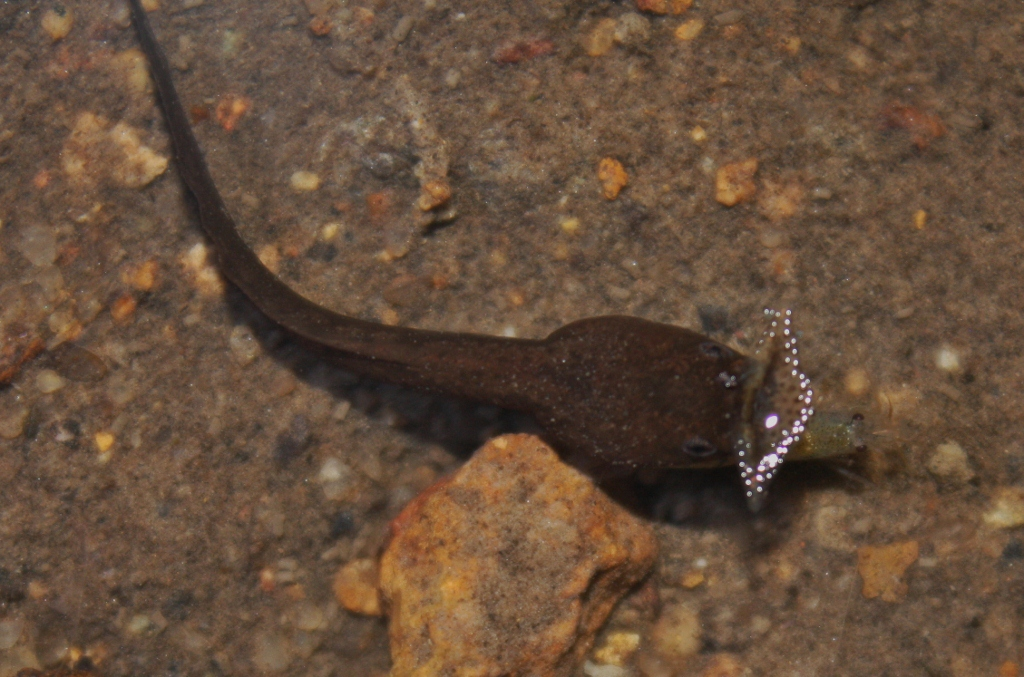